# Африканский спортсмен года по версии Би-би-си
Африканский спортсмен года по версии Би-би-си (англ. BBC African Sports Personality of the Year) — ежегодная награда, присуждаемая лучшему африканскому спортсмену по результатам голосования слушателей BBC World Service. Изначально награда вручалась лучшему африканскому спортсмену (англ. BBC African Sports Star of the Year или BBC African Sports Personality of the Year), но с 2001 по 2018 годы она называлась «Африканский футболист года по версии Би-би-си» (англ. BBC African Footballer of the Year) и вручалась только футболистам.

## История
Вначале данная награда вручалась лучшему спортсмену года в Африке и первым её победителем стал ганский футболист Абеди Пеле в 1992 году. Лишь два раза за всю историю вручения награды спортсменами года удавалось становится не футболистам. В 1993 году победу одержал намибийский спринтер Фрэнки Фредерикс, а в 1998 году — эфиопский легкоатлет Хайле Гебреселассие. После гибели в авиакатастрофе сборной Замбии по футболу Би-би-си приняло решение посмертно наградить команду званием спортсменов года в 1994 году. Последним футболистом выигравшем звание — спортсмена года по версии Би-би-си стал камерунец Патрик Мбома в 2000 году. С 2001 по 2018 год данная награда вручалась исключительно футболистам. С 2021 года награда вновь вручается лучшему спортсмену без ограничения по виду спорта.
Дважды футболистами года в Африке становились нигериец Джей-Джей Окоча, ивуариец Яя Туре и египтянин Мохаммед Салах.

## Победители
| Год  | Победитель                | Клуб                          | Прим.  |
| ---- | ------------------------- | ----------------------------- | ------ |
| 1992 | Абеди Пеле                | Олимпик Марсель               | [ 1 ]  |
| 1993 | Фрэнки Фредерикс          | —                             | [ 1 ]  |
| 1994 | Сборная Замбии по футболу | —                             | [ 1 ]  |
| 1995 | Джордж Веа                | Милан                         | [ 1 ]  |
| 1996 | Эммануэль Амунеке         | Спортинг (Лиссабон) Барселона | [ 1 ]  |
| 1997 | Нванкво Кану              | Интернационале                | [ 1 ]  |
| 1998 | Хайле Гебреселассие       | —                             | [ 1 ]  |
| 1999 | Нванкво Кану              | Арсенал (Лондон)              | [ 1 ]  |
| 2000 | Патрик Мбома              | Кальяри Парма                 | [ 2 ]  |
| 2001 | Самуэль Куффур            | Бавария                       | [ 3 ]  |
| 2002 | Эль-Хаджи Диуф            | Ланс Ливерпуль                | [ 4 ]  |
| 2003 | Джей-Джей Окоча           | Болтон Уондерерс              | [ 5 ]  |
| 2004 | Джей-Джей Окоча           | Болтон                        | [ 6 ]  |
| 2005 | Мухаммед Баракат          | Аль-Ахли                      | [ 1 ]  |
| 2006 | Майкл Эссьен              | Челси                         | [ 7 ]  |
| 2007 | Эммануэль Адебайор        | Арсенал (Лондон)              | [ 8 ]  |
| 2008 | Мохаммед Абутрика         | Аль-Ахли (Каир)               | [ 9 ]  |
| 2009 | Дидье Дрогба              | Челси                         | [ 10 ] |
| 2010 | Асамоа Гьян               | Сандерленд                    | [ 11 ] |
| 2011 | Андре Айю                 | Олимпик Марсель               | [ 12 ] |
| 2012 | Кристофер Катонго         | Хэнань Цзянье                 | [ 13 ] |
| 2013 | Яя Туре                   | Манчестер Сити                | [ 14 ] |
| 2014 | Ясин Брахими              | Гранада Порту                 | [ 15 ] |
| 2015 | Яя Туре                   | Манчестер Сити                | [ 16 ] |
| 2016 | Рияд Махрез               | Лестер Сити                   | [ 17 ] |
| 2017 | Мохаммед Салах            | Рома Ливерпуль                | [ 18 ] |
| 2018 | Мохаммед Салах            | Ливерпуль                     | [ 19 ] |
| 2021 | Кристин Мбома             | —                             | [ 20 ] |